# Centre démocratique et social
Pour les articles homonymes, voir CDS.
 (avril 2018).
Si vous disposez d'ouvrages ou d'articles de référence ou si vous connaissez des sites web de qualité traitant du thème abordé ici, merci de compléter l'article en donnant les références utiles à sa vérifiabilité et en les liant à la section « Notes et références ».
Le Centre démocratique et social ou CDS (en espagnol : Centro Democrático y Social) était un parti politique espagnol d'idéologie centriste dont la plupart des membres ont rejoint le Parti populaire à la suite du 11e congrès qui s'est tenu en 2005. 
Ceux qui ont refusé la dissolution ont fondé le Centre démocrate libéral en 2006.

## Histoire
Il fut fondé le 29 juillet 1982 par Adolfo Suárez, président du gouvernement espagnol de juin 1976 à février 1981, et un groupe de dissidents du parti centriste au pouvoir, l'Union du centre démocratique. Son premier congrès est organisé en octobre 1982. Suárez est élu président du CDS, tandis que les anciens ministres Agustín Rodríguez Sahagún, Manuel Jiménez de Parga et Rafael Calvo Ortega sont désignés au comité national (parlement du parti).
Aux élections générales d'octobre 1982, le parti obtient plus de 600 000 votes et deux élus au Congrès des députés (Suárez, pour Madrid et Rodríguez Sahagún pour Ávila). En décembre de la même année, José Ramón Caso est désigné secrétaire général du CDS, tandis que l'ex-dirigeant socialiste Carlos Revilla devenait président de la fédération madrilène du parti. Le CDS prétendait alors capter la majorité des votes de l'ancienne UCD, mais se vit largement dépassé par le PSOE et Alliance populaire (AP).
Lors des législatives anticipées de 1986, la formation remporte 19 députés (plus de 1 800 000 votes) et trois sénateurs (tous de la province d'Ávila, où le CDS devient la première force politique), devenant le troisième parti d'Espagne (il terminera cette législature avec 23 députés, grâce aux défections à droite et à gauche).
Lors du IIe Congrès, en novembre 1986, Jesús Viana remplace José Ramón Caso au poste de secrétaire général, mais son décès quelques mois plus tard permet le retour de Caso. Aux élections municipales, régionales et européennes de 1987, le CDS fait son entrée dans treize parlements régionaux, obtenant près de 6 000 conseillers municipaux, la présidence du gouvernement des Îles Canaries, 684 maires (dont ceux de Tenerife, Ávila et Ségovie) et 7 députés européens. Après ce scrutin, le CDS refuse de former des alliances avec l'AP, ce qui permet aux socialistes de gouverner en minorité dans la majorité des villes et Communautés autonomes.
En janvier 1988, le parti adhère à l'Internationale libérale qui, à sa demande, devient Internationale libérale et progressiste, dont Adolfo Suárez est élu président. La même année, Gerardo Harguindey remplace Carlos Revilla à la présidence de la fédération madrilène.
À partir de 1989, le CDS abandonne sa politique de non-collaboration avec le Parti socialiste et le Parti populaire en faisant alliance avec ce dernier dans le but d'évincer les socialistes du pouvoir, permettant à Agustín Rodríguez Sahagún de devenir maire de Madrid.
Lors du 11e congrès en novembre 2005, le CDS décide de confluer dans le Parti populaire, ceux qui s'y opposent fondent le Centre démocrate libéral en 2006.

## Résultats électoraux

### Élections au Congrès
| Année | Tête de liste           | Voix      | %    | Mandats  | Rang | Gouvernement         |
| ----- | ----------------------- | --------- | ---- | -------- | ---- | -------------------- |
| 1982  | Adolfo Suárez           | 604 309   | 2,87 | 2 / 350  | 6e   | Soutien à González I |
| 1986  | Adolfo Suárez           | 1 861 912 | 9,22 | 19 / 350 | 3e   | Opposition           |
| 1989  | Adolfo Suárez           | 1 617 716 | 7,89 | 14 / 350 | 4e   | Opposition           |
| 1993  | Rafael Calvo Ortega     | 414 740   | 1,76 | 0 / 350  | 5e   | Extra-parlementaire  |
| 1996  | Rafael Calvo Ortega     | 44 771    | 0,18 | 0 / 350  | 15e  | Extra-parlementaire  |
| 2000  | Mario Conde             | 23 576    | 0,10 | 0 / 350  | 19e  | Extra-parlementaire  |
| 2004  | Teresa Gómez-Limón      | 34 101    | 0,13 | 0 / 350  | 19e  | Extra-parlementaire  |
| 2008  | Carlos Fernández García | 1 362     | 0,01 | 0 / 350  | 61e  | Extra-parlementaire  |

### Élections européennes
| Année | %     | Mandats | Rang | Tête de liste          | Groupe |
| ----- | ----- | ------- | ---- | ---------------------- | ------ |
| 1987  | 10,26 | 7 / 60  | 3e   | Eduard Punset          | LDR    |
| 1989  | 7,15  | 5 / 60  | 3e   | José Ramón Caso        | LDR    |
| 1994  | 0,99  | 0 / 64  | 7e   | Eduard Punset          |        |
| 1999  | 0,18  | 0 / 64  | 11e  | José Manuel Novo       |        |
| 2004  | 0,08  | 0 / 54  | 11e  | Teresa Gómez-Limón     |        |
| 2009  | 0,06  | 0 / 50  | 18e  | Antonio Fidalgo Martín |        |